# Lex vicesima hereditatium
Die lex vicesima hereditatium (bei Max Kaser und an ihn angeschlossen als lex Iulia vicesimaria beschrieben) war eine 6 n. Chr. von Augustus gesetzlich erhobene Erbschaftssteuer in Höhe von fünf Prozent auf einen Erbschaftsanfall. Von der Steuer waren nur nahe Familienangehörige ausgenommen. In einem zweiten Punkt behandelte das Gesetz Förmlichkeiten zur Testamentseröffnung. Selbige stand unter prätorischer Aufsicht. Regeln zur Testamentsvollstreckung wurden trotz würdigender Kenntnis der hellenistischen Vorbilder hingegen nicht aufgestellt.
Die Vorschriften der lex sind im Gnomon des Idios Logos aufgenommen, was bezeugt, dass sie in der Provinz Aegyptus eingeführt worden sind. Unterschiedslos galten sie dort für Bürger und gleichermaßen für Peregrine.